# Мори (княжество, Идзумо)
Княжество Мори (яп. 母里藩 Мори-хан) — феодальное княжество (хан) в Японии периода Эдо (1666—1871), в провинции Идзумо региона Санъиндо на острове Хонсю (современная префектура Симане).

## Краткая история
Административный центр княжества: замок Мори (современный город Ясуги, префектура Симане).
Доход хана: 1666—1871 годы — 10 000 коку риса
Княжество было создано в 1666 году и управлялось родом Мацудайра, боковой ветвью сегунской династии Токугава, которая относилась к симпан-даймё и имела статус правителя провинции (яп. 国主 кокусю).
Мори-хан был ликвидирован в 1871 году.

## Правители княжества
- *  Род Мацудайра, 1666—1871 (симпан-даймё)

| №  | Имя                | Имя      | Годы правления | Годы жизни  | Примечания                                                            |
| -- | ------------------ | -------- | -------------- | ----------- | --------------------------------------------------------------------- |
| 1  | Мацудайра Такамаса | 松平隆政 | 1666 — 1673    | 1648 — 1673 | Третий сын Мацудайры Наомасы                                          |
| 2  | Мацудайра Наотака  | 松平直丘 | 1673 — 1712    | 1665 — 1713 | Четвёртый сын Мацудайры Ноомасы                                       |
| 3  | Мацудайра Наокадзу | 松平直員 | 1713 — 1765    | 1695 — 1768 | Второй сын Синдзё Хисанори, усыновлён Мацударой Наотакой              |
| 4  | Мацудайра Наомити  | 松平直道 | 1765 — 1767    | 1724 — 1776 | Старший сын и преемник Мацудайры Наокадзу                             |
| 5  | Мацударйа Наоюки   | 松平直行 | 1767 — 1792    | 1754 — 1829 | Второй сын Мацудайры Наокадзу                                         |
| 6  | Мацудайра Наокиё   | 松平直暠 | 1792 — 1796    | 1751 — 1805 | Третий сын Мацудайры Наохиро, усыновлён Мацудайрой Наоюки             |
| 7  | Мацудайра Наоката  | 徳川治紀 | 1796 — 1817    | 1779 — 1842 | Пятый сын Мацудайры Наохиро, усыновлён своим братом Мацудайрой Наокиё |
| 8  | Мацудайцра Наооки  | 松平直興 | 1817 — 1843    | 1800 — 1854 | Сын и преемник Мацудайры Наокаты                                      |
| 9  | Мацудайра Наоёри   | 松平直温 | 1843 — 1856    | 1830 — 1856 | Третий сын Мацудайры Наритаки, усыновлён Мацудайрой Наооки            |
| 10 | Мацудайра Наотоси  | 松平直哉 | 1856 — 1871    | 1848 — 1897 | Старший сын и преемник Мацудайры Наоёри                               |